# Daniel Michael Donovan
Pour les articles homonymes, voir Dan Donovan et Daniel Donovan.
Daniel Michael Donovan, Jr. dit Dan Donovan, né le 6 novembre 1956 à Staten Island, est un homme politique américain, élu républicain de l'État de New York à la Chambre des représentants des États-Unis de 2015 à 2019.

## Biographie
Dan Donovan est originaire de Staten Island. Il est diplômé d'un bachelor of arts en 1978 et d'un doctorat en droit de l'université Fordham en 1988. De 1989 à 1996, il est procureur assistant du district de Manhattan. Il travaille ensuite pour le président de l'arrondissement de Staten Island Guy Molinari et devient en 2002 vice-président de l'arrondissement.
En 2003, il est élu procureur de district du comté de Richmond (qui correspond à Staten Island). En 2010, il est le candidat républicain au poste de procureur général de l'État de New York. Il est considéré comme l'une des meilleures chances républicaines pour gagner une élection au niveau de l'État. Il est cependant battu par le démocrate Eric Schneiderman (45 % des voix contre 55 %).
Après la démission du républicain Michael Grimm, pour une affaire de fraude fiscale, Donovan est candidat à la Chambre des représentants des États-Unis dans le 11e district de New York, qui comprend Staten Island et une partie de Brooklyn. Même si le district a voté pour Barack Obama en 2012, Donovan est considéré comme le favori face à un candidat démocrate peu connu. Le 5 mai 2015, il est élu représentant avec 60 % des suffrages, devançant le conseiller municipal Vincent J. Gentile. Il est élu pour un premier mandat complet en novembre 2016, rassemblant environ 62 % des voix face au démocrate Richard Reichard.
Lors des élections de 2018, il est concurrencé par Michael Grimm au cours de la primaire républicaine. Bien que Grimm se présente comme le candidat pro-Trump, le président apporte son soutien à Donovan qui remporte la primaire avec 64 % des suffrages. Dans un contexte de « vague bleue », il est battu cependant par le démocrate Max Rose lors de l'élection générale, ne rassemblant que 47 % des voix.